# Listă de monumente din București
Aceasta este o listă de monumente din București:
- Arenele romane
- Catedrala Sfântul Iosif din București
- Crucea Secolului
- Fântâna George Grigorie Cantacuzino
- Fântâna Lahovari
- Fântâna Miorița
- Fântâna Vioara Spartă
- Fântâna Zodiac
- Mănăstirea Văcărești
- Mausoleul din Parcul Carol
- Memorialul Renașterii
- Moara lui Assan
- Monumentul Avântul Țării din București
- Monumentul Eroilor Aerului
- Monumentul Eroilor Artileriști din București
- Monumentul eroilor ceferiști din București
- Monumentul Eroilor Francezi din București
- Monumentul Eroilor Patriei
- Monumentul Eroilor Regimentului 21 Infanterie
- Monumentul Eroilor Sanitari
- Monumentul Infanteristului din București
- Monumentul lui Corneliu Coposu din București
- Monumentul lui Dinicu Golescu din București
- Monumentul părinților fondatori ai Uniunii Europene
- Mormântul Ostașului Necunoscut din București
- Statuia ecvestră a lui Carol I din București
- Statuia lui Alexandru Lahovari din București
- Statuia lui Spiru Haret din București
- Templul Coral din București

- Muzeul Țăranului Român
- Palatul Elisabeta

Lista clădirilor de patrimoniu
- Hanul Manuc
- Casa Melik[2][3][4][5]
- Palatul Ghica Tei
- Casa Șuțu
- Palatul Știrbei
- Ateneul Român
- "Bufetul" - Arhitect Mincu
- Școala Centrală de Fete
- Palatul de Justiție din București
- Blocul "Aro"
- Ansamblul Palatului Cotroceni
- Hotel "Bulevard"
- Casa Vernescu
- Palatul C.E.C.
- Palatul Poștelor
- Palatul Cantacuzino
- Casa Oprea Soare
- Vila Minovici
- Școala de Arhitectură
- Muzeul Țăranului Român
- Palatul Ministerului Lucrărilor Publice
- Facultatea de Drept
- Ministerul Industriilor
- Academia Militară
- Palatul Consiliului de Miniștri
- Casa din șoseaua Kiseleff nr. 49
- Parcul de locuințe UCB